# バンクーバー公共図書館

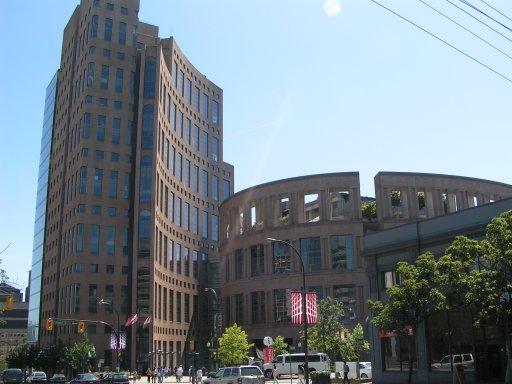
図書館本館の外観。右側が図書館で左側が連邦政府ビルである。

バンクーバー公共図書館（英語:Vancouver Public Library）は、カナダのブリティッシュコロンビア州バンクーバー市にある市立図書館。本館以外に21の分館を抱えており、40万人近くが利用者として登録し年間800万点以上の貸し出しを行っている、カナダ第3の規模を誇る公共図書館ネットワークである。本館は1995年にバンクーバー中心部に1億680万カナダドル（約90億円）をかけて建設され、130万点以上の蔵書を抱える（東京都立中央図書館の蔵書は約155万点）。略称は英語名のVancouver Public Libraryの頭文字をとったVPL。

## バンクーバー・ライブラリー・スクエア

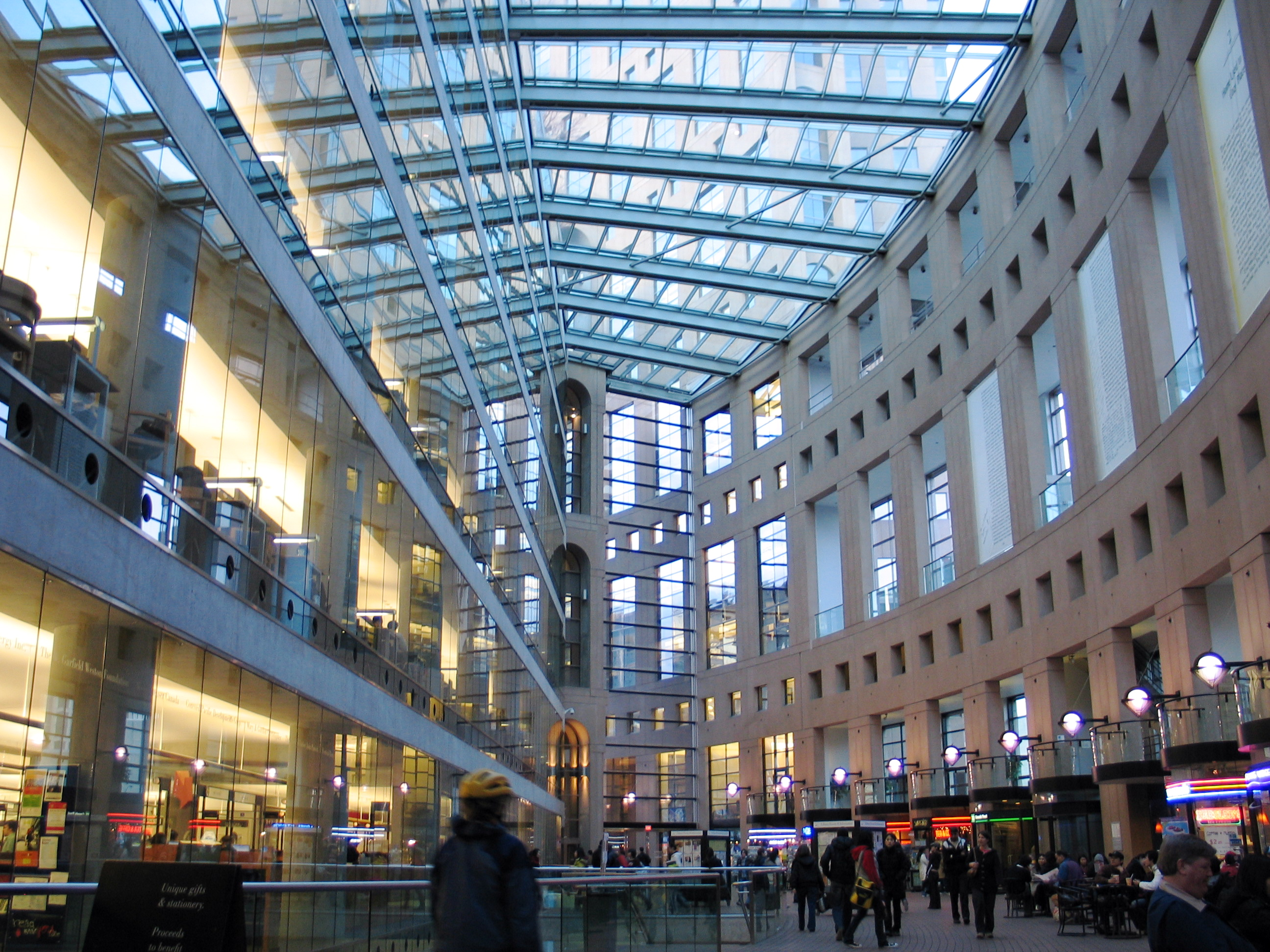
図書館本館のコンコース

バンクーバー公共図書館の本館は図書館のみならず、連邦政府のオフィスや売店などとともに「バンクーバー・ライブラリー・スクエア」という区画を市街中心東部に形成している。区画中央にある図書館は7階建ての長方形の建物で書架が並んでおり、それをぐるりと取り囲むように楕円形の読書・勉強スペースのある建物が建っている。2つの建物は橋で結ばれており、外側の勉強・読書棟は柱を並べたような壁が特徴的で、ローマのコロッセオを彷彿とさせるデザインとなっている。図書館の入口正面と読書棟の間には吹抜けガラス天井のコンコースがあり、図書館のホワイエとして多くの人に利用されている。また図書館の周辺は地下駐車場が設けられている。
このバンクーバー・ライブラリー・スクエア計画はバンクーバー市が企画するものとしては最大級のものであり、1990年11月の住民投票による賛意のもとに決定された。市はまずコンペを開催しスクエアのデザインを募集した。その際、市は連邦政府との協定でスクエア用の土地を確保する代わりに連邦政府が長期リースするための高層オフィスビルを建設することで合意しており、デザインにもこの高層オフィスビルを含めることが求められた。結果、パレスチナ出身の建築家モシェ・サフディの作品が選ばれた。建設にあたったのはカナダ最大のゼネコンであるPCL Construction社で、1993年から約2年の歳月をかけて完成した。
なお図書館の屋上には地元の造園家であるコーネリア・オバーレンダーのデザインによる屋上庭園が造られていたが、2006年に閉鎖された。

## 立地
バンクーバー・ライブラリー・スクエアはバンクーバー市内中心部東側にあり、図書館の住所は350 West Georgia Street、連邦政府ビルの住所は300 West Georgia Street、連邦政府ビルの8階と9階を使用している州政府オフィスの住所は360 West Georgia Streetとなっている。ライブラリー・スクエアはロブソン通り、ホーマー通り、ウェスト・ジョージア通り、ハミルトン通りの4本の通りに囲まれており、ウェスト・ジョージア通りの向かい側にカナダ・ポスト（カナダの国立郵便局）、ハミルトン通りの向かい側にカナダ放送協会、ハミルトン通りの向かい側にライブラリー・スクエアと同じくモシェ・サフディがデザインしたザ・センター・イン・バンクーバー・フォー・ザ・パアフォーミング・アクツがある。
最寄りのバンクーバー・スカイトレインの駅は、エキスポ・ライン（Expo Line）のグランビル駅とスタジアム・チャイナタウン駅で、どちらも数ブロックの距離にある。バス路線も充実しており、5番、6番、8番、15番、17番、20番の路線がスクエア周辺を通る。また駐輪場も多くあり、中でもサウス・プラザ駐輪場が最大且つ図書館を利用する上で最も便利である。
分館は全部で21あり、バンクーバー市内全域に広がっている。

## One Book, One Vancouver
バンクーバー公共図書館では、One Book, One Vancouver組織委員会が選出した4つの作品に対し図書館の職員が投票し最終的にその年の本一冊を選ぶというOne Book, One Vancouverという取り組みがおこなわれている。選出された本は以下の通り。
- 2002年　"The Jade Peony "
- 2003年　"Stanley Park"
- 2004年　"The Corporation: The Pathological Pursuit of Profit and Power"
- 2005年　"Obasan"
- 2006年　"There is a Season: A Memoir in a Garden"
- 2007年　"My Year of Meats"
- 2008年　"The Five Books of Moses Lapinsky"

なお2005年の"Obasan"は日系カナダ人のジョイ・コガワ、2007年のMy Year of Meatsは日系アメリカ人のルース・オゼキの著作である。

## その他
- その特徴的な外見からこの図書館の建物はロケ地として多く使われ、映画では『シックス・デイ』や『ゲーム』、テレビドラマでは『ヤング・スーパーマン』や『トゥルー・コーリング』に登場している。
- 屋上庭園は現在でも未完成のままで、現在8階から梯子を使って登れるのみである。
- ユタ州ソルトレイクシティの中心部にも、同じ建築家が手掛けたソルトレイクシティ公共図書館があり、バンクーバー公共図書館と非常によく似たデザインをしている。
- 2007年7月26日から10月23日まで、図書館職員の労働組合であるCUPE 391のストライキによって図書館は閉鎖されていた。図書館職員の労働組合がストライキを起こすのは設立からの77年間でこれが初めてのことであった。